# Saint-Julien (Quebec)
Saint-Julien es un municipio canadiense situado en la provincia de Quebec.

## Superficie
Saint-Julien tiene una superficie de 81,7 km².

## Demografía
En 2021, tenía 378 habitantes, una densidad poblacional de 4,6 hab./km², y 203 viviendas.